# 加泰羅尼亞共和左翼—主權主義者
加泰罗尼亚共和左翼—主权主义者（缩写为ERC-Sobiranistes）是西班牙加泰罗尼亚自治区历史上的一个选举联盟，由加泰罗尼亚共和左翼和主权主义者在2019年西班牙大选前组建。它由奧里奧爾·洪克拉斯领导。

## 成员
- 加泰罗尼亚共和左翼
- 主权主义者
- 加泰罗尼亚共产党人
- 共和左翼青年（西班牙语：Joventuts d'Esquerra Republicana）